# Carlo M. Cipolla
Carlo M. Cipolla (Pavia, 15 augustus 1922 – aldaar, 5 september 2000) was een Italiaans economisch historicus. Cipolla verweef onder invloed van de Annales-school microgeschiedenis met macrogeschiedenis, de
courte durée en de longue durée van Fernand Braudel. Zijn grootste bekendheid verwierf hij echter met het satirische The Basic Laws of Human Stupidity.
In 1949 kreeg Cipolla aan de Universiteit van Catania zijn eerste leerstoel economische geschiedenis. Via het Fulbright-programma kwam hij in 1953 in de Verenigde Staten, waar hij de niets-betekenende M. toevoegde aan zijn naam.
In zijn onderzoek naar de economische geschiedenis richtte hij zich in 1962 met The Economic History of World Population op de invloed van de bevolkingsomvang op de economie. Daarna richtte hij zich op de rol van technologie en innovatie met Guns, Sails, and Empires: Technological Innovation and the Early Phases of European Expansion, 1400–1700 en Clocks and Culture, 1300–1700. Met Literacy and Development in the West onderzocht hij de invloed van het onderwijs en de geletterdheid en de rol daarin van het protestantisme en de noodzaak voor geletterdheid voor ambachtslieden.
Daarna volgden European Culture and Overseas Expansion en Economic History of Europe waarin hij onderzocht hoe Europa zich ontwikkelde tot de dominante macht in de achttiende een negentiende eeuw.

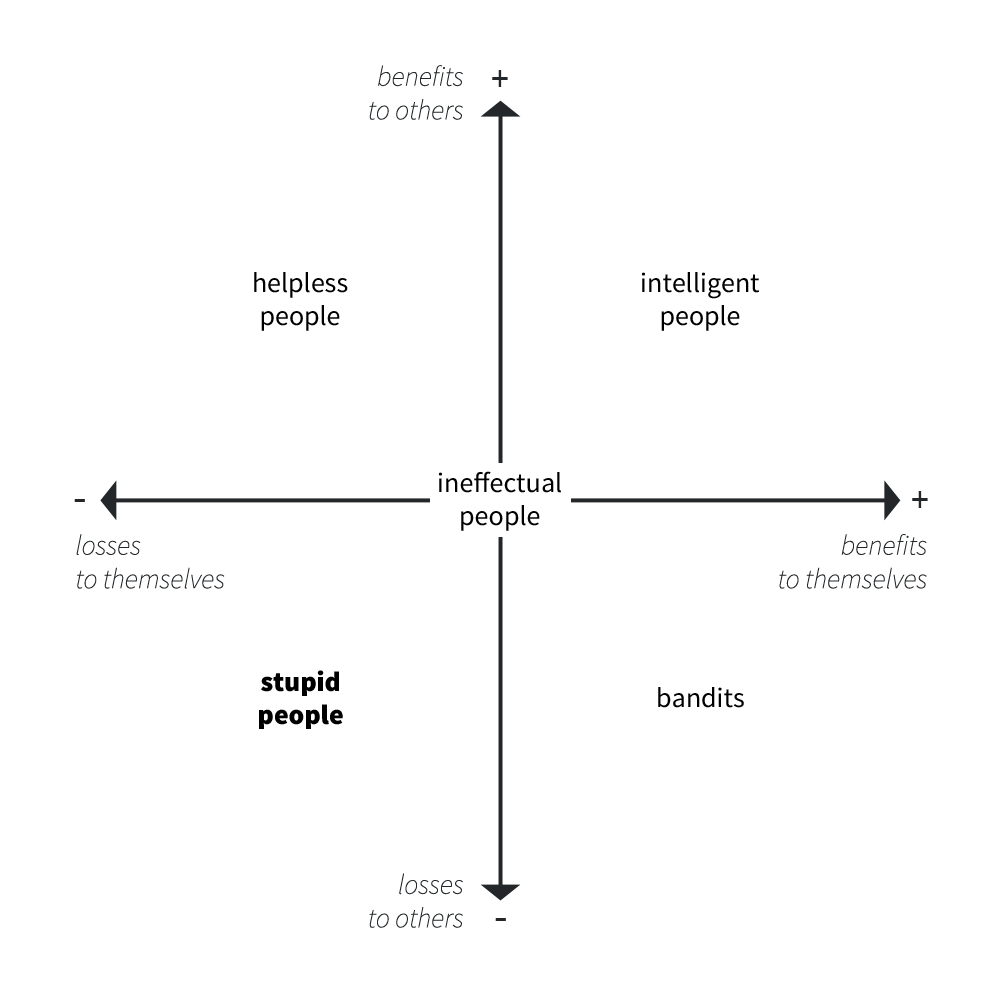
Matrix van intelligentie-niveau

In 1976 gaf hij het essay The Basic Laws of Human Stupidity (De wetten van menselijke stupiditeit) als kerstcadeau aan vrienden. Het verwierf een onverwachte populariteit, zodat het ondanks zijn aanvankelijke weigering om het te vertalen in 1988 met een eerder essay uit werd gebracht als Allegro ma non troppo. In 2011 werd het voor het eerst uitgegeven in het oorspronkelijke Engels, de taal waarin deze volgens Cipolla het meest tot zijn recht kwam.
Met Faith, Reason, and the Plague in Seventeenth-Century Tuscany en Fighting the Plague in Seventeenth Century Italy bracht hij de invloed van epidemieën op de geschiedenis in kaart.